# МорЛаб 2021
«МорЛаб 2021» (англ. Sealab 2021) — американский телевизионный рисованный мультсериал-ситком, изначально транслировавшийся на телеканале Cartoon Network в блоке телепрограмм для взрослых Adult Swim. Сериал произведён студией 70/30 Productions как переработка мультсериала «МорЛаб 2020» (англ. Sealab 2020), созданного в 1972 году Алексом Тотом для Hanna-Barbera.

## Описание

### Идея и особенность анимации
Идея сериала появилась у создателей МорЛаба, Адама Рида и Мэтта Томпсона, в 1995 году, тогда они были помощниками продюсера на телеканале Cartoon Network. Они нашли кассету с сериалом Морлаб 2020 и переписали диалоги, подобрав слова так, чтобы они соответствовали движению губ. Однако начальство Cartoon Network отказалось от идеи, признав её не «забавной». Но спустя пять лет после этого, когда ребята создали свою студию, они снова пришли на Cartoon Network с той же кассетой, но уже сильно переделанной: теперь персонажи не только говорили что было нужно, но и действовали, как того хотели создатели. На этот раз Cartoon Network подписал сериал, и в тот же год под него был основан блок для взрослых Adult Swim. Оригинальный «премьерный» эпизод был позже включен на DVD диск с первым сезоном.

### Сюжет
Действие сериала происходит через год после событий Морлаб 2020. За время этого года экипаж станции постепенно сошёл с ума и теперь проводит всё своё время в безделье и безумных развлечениях, а не в исследовательской работе. Сериал не придерживается связей между сериями, и почти все серии представляют собой независимые истории, сама станция в конце многих серий уничтожается, а персонажи умирают самыми ужасными и мучительными путями. Хотя в сюжете сериала есть ссылки на поп культуру 1980—2000 годов, а его антураж показывает 2021 год, однако то, что президентом США является Джон Ф. Кеннеди, а генеральным прокурором — Роберт Кеннеди, — указывает на то, что на самом деле действия сериала развиваются в начале 1960 годов.

### Пародии в сериале
Сериал неоднократно пародировал многие голливудские блокбастеры и звёзд с целью насмешки над обществом. Это делает сериал похожим на Симпсонов, Гриффинов и Южный парк. Однако пародии на фильмы и комиксы в «Морлабе» употреблялись чаще всех, что погружало зрителя в «более реальный» мир. Так, например, актёры сериала, сценаристы и режиссёры появляются в смешном нарисованном виде.

### Закрытие
После смерти Гарри Гоза — актёра, который озвучивал Капитана Мёрфи, фанаты и противники сериала поняли, что его закрытие близко. 25 апреля 2005 года, вышел последний эпизод четвёртого сезона. До конца не известно, закрыл ли сериал Cartoon Network, или же причиной стало то, что 70/30 Productions решили сосредоточиться на новых проектах.

## Главные герои

### Основной экипаж Морлаба

#### Капитан Мёрфи
Хэзел «Хэнк» Мёрфи, первый начальник экипажа Морлаба. Главный герой сериала. Все события в Морлабе, в основном, происходят вокруг него. Психопат и идиот, думающий, прежде всего, о своих проблемах. Проблемы команды его не волновали. Но он помогал команде только в нескольких эпизодах — и то, когда эти проблемы касаются его самого. Он готов убить свою команду ради своих увлечений (впервые это обнаруживается во 2 серии). Постоянно пьёт, ругается матом, дерётся с подчинёнными, но несмотря на всё это члены экипажа любят, ценят и уважают его.

#### Марко
Марко Родриго Диас де Вивар Габриэль Гарсиа Маркес, является инженером станции. Занудный умник, но в то же время он мачо и дамский угодник. Ссылаясь на свои испанские корни, он выливает свою страсть или пыл, крича несколько слов по-испански, хотя по-настоящему испанского языка не знает. Владеет кунфу и остро шутит. Его длинное имя взято из одной поэмы Габриэля Гарсия Маркеса.

#### Сторми
Дерек Уотерс «Сторми» (или «Шторм»), самый молодой участник экипажа. Он является солдатом-разведчиком и убийцей на случай, если совершится налёт на лабораторию. Но в силу своей придурковатости он не способен к выполнению своих обязанностей. Движимый принципом «если поджечь себя — можно пойти куда угодно», он всегда нарывается на неприятности. Больше всех страдает от этого доктор Куинн. Его преимущество — это его яркие коричневые волосы, сложенные в модную причёску 50-х годов.

#### Дебби ДюПри
Морской биолог. Она сексуально озабоченная блондинка, представляющая определённый интерес для мужчин экипажа. Имеет сексуальные отношения с доктором Куинном, который станет её мужем и отцом её ребёнка.

#### Спаркс
Коммандер Джоден Спаркс, радиооператор станции, злой гений, ворчун и садист. Он постоянно сидит в железных наушниках за своим компьютером и почти никогда не встаёт со своего стула на колёсиках. Даже когда происходят аварии в станции, Джоден не покидает своего места. Он жутко ленивый, и членам экипажа практически плевать на него. Однако в нём есть и хорошие качества: иногда он пытается вразумить капитана Мёрфи, когда тот пытается совершить очередную глупость. Иногда Мёрфи благодарит его за это. Он жалеет Джодена, когда у него ломаются пальцы от перенапряжения, что случается очень часто.

#### Доктор Куинн
Квентин К. Куинн, невероятно умный член экипажа Sealab. Афроамериканский ученый, у него IQ 260 и множество докторских степеней в различных научных дисциплинах. Любовник (позже — муж) Дебби, хорош буквально везде, в том числе и в постели. Он очень добрый и рассудительный, парни из команды ему завидуют: это объясняет то, почему они постоянно потешаются над ним. Он работает на капитана Мёрфи, который ненавидит его, прежде всего, за то, что он чёрный.

### Второстепенные персонажи
- Торнадо Шэнкс — глуповатый упёртый капитан, появившийся в сериале только в 33-й серии, бывший футбольный тренер. По истории, капитан Мерфи возглавил армию повстанцев и погиб в «овощной революции» (героя Мерфи пришлось убрать, ведь Гарри Гоз умер), и морлабовцы не могли выбрать лидера. Неоднократно доктор Куинн хотел занять это место, но его место занял капитан Шенкс, такой же психованный, как и Мерфи. Однако с ним не было столько хлопот, сколько было с предыдущим капитаном. Соответственно, Куинн ему завидует из-за положения.
- Дебби Лав — «Чёрная Дебби», как её называет Сторми. Работает в морлабе преподавателем морских наук среди юных учеников-морлабовцев; детей, которые проходят стажировку в лаборатории. Необыкновенно амбициозная особа. Любит горячий секс. Имеет частые сексуальные отношения с Марко и Спарксом. Завидует Дебби ДюПри в сексуальности.
- Дельфинёнок — ребёнок, страдающий избыточным весом, за что его постоянно оскорбляет Мерфи. Разговаривает на языке дельфинов, за что его так и прозвали. Его не любит никто из сотрудников МорЛаба за то, что он жирный. Но он очень добрый и вежливый.
- Доктор Вирджей — доктор-хирург со странным индийским акцентом. Знает достаточно много в области медицины, но морлабовцы его иногда ругают, за то, что он «мало знает». Очень циничен, но вежлив.
- Хэш — сексуально озабоченный, придурковатый и придирчивый молодой сотрудник. Очень глуп и часто выставляется в плохом свете. Необычайно нагл и вреден, за что и получает по заслугам.
- Эггерс — настоящая фамилия Эванс. Уборщик из 6-го отсека, которого ненавидит капитан Мёрфи, за что тот его обворовал. Появляется в некоторых сериях, особых ролей не играет, используем в лаборатории для мелких поручений.
- Вэнди, она же Швабра-проститутка — деревянная швабра, с которой заигрывает капитан Мёрфи. Её «озвучивал» Марко, по шутке придумывая биографию, что Вэнди была шлюхой до встречи с Мёрфи.
- Шарко — появляется только в 3-х сериях. Получеловек-полуакула, биологический сын Марко. Он родился после того, как Марко вставил свой половой член в вагину акулы, которая не перенесла исчезновения Марко и умерла.
- Сотрудники КосмоЛаба — двойники сотрудников МорЛаба в Космической Лаборатории. Различие двойников в том, что Космо-Куинн, в отличие от обычного Куинна, — белокожий, а все остальные (Космо-Сторми, Космо-Дебби, Космо-Марко) имеют смуглый оттенок кожи.

## Роли озвучивали
- Бретт Батлер — Доктор Куинн
- Эллис Хеникан — Сторми
- Кейт Миллер — Дебби ДюПри
- Билл Лобли — Спаркс
- Эрик Эстрада — Марко
- Гарри Гоз — Капитан Мёрфи (1-3 сезоны, в 2003 году умер)
- Майкл Гоз — Капитан Торнадо Шэнкс (с 3 сезона, после смерти своего отца, Гарри Гоза)
- MC Chris — Хэш, Ленин, президент Кеннеди, диктор новостей
- Адам Рид — Доктор Вирджей
- Анджелла Миллс — Дебби Лав
- Мэтт Томпсон — Шарко

## Список серий

### Пилотные выпуски
| Название | Дата выхода     | Код серии | Номер серии |  |
| --- | --------------- | --------- | ----------- |  |
| Радиостанция Морлаба | 21 декабря 2000 | 2001      | 1           |  |
| Когда капитану Мерфи становится скучно и одиноко, он запускает радиостанцию в Морской Лаборатории. Так он создал на территории МорЛаба матёрую пиратскую радиоволну, что привлекло внимание ФКС. |                 |           |             |  |
| |                 |           |             |  |
| Счастливый пирог | 30 декабря 2000 | 2002      | 2           |  |
| Организуется поиск в океане чудо-печки для французских кексов, которую так любит капитан Мёрфи.                                                                                                  |                 |           |             |  |
| |                 |           |             |  |
| Я, Робот | 10 августа 2001 | 2003      | 3           |  |
| В то время как станция находится в опасности из-за трещины в корпусе, экипаж размышляет, на что была бы похожа их жизнь, если бы они пересадили свои мозги в тело робота.                        |                 |           |             |  |
| |                 |           |             |  |

### Сезон 1 (2001—2002)
| Название | Дата выхода      | Код серии | Номер серии |  |
| --- | ---------------- | --------- | ----------- |  |
| Хочу ребёнка | 2 сентября 2001  | 2101      | 4           |  |
| У Дебби проблема с «биологическими часами»: она хочет ребёнка! Но для этого ей нужен хороший отец… |                  |           |             |  |
| |                  |           |             |  |
| Хищник | 16 сентября 2001 | 2102      | 5           |  |
| Невидимый монстр находится в МорЛабе и поедает всех членов экипажа. Смогут капитан Мерфи и Доктор Куинн сохранить МорЛаб? пародия на кинофильм Хищник (фильм)\|Хищник |                  |           |             |  |
| |                  |           |             |  |
| Потерянные во времени | 30 сентября 2001 | 2103      | 6           |  |
| У капитана Мерфи остался кабель от «пиратского радиовещания». Из-за этого станция взрывается каждые 15 минут. Сильно из-за этого страдают доктор Куинн и Сторми. Комическая интерпретация фильма Назад в будущее |                  |           |             |  |
| |                  |           |             |  |
| Гриффин-симулянт | 14 октября 2001  | 2104      | 7           |  |
| Мальчик-симулянт Гриффин приходит в МорЛаб, любезничая о Заключительном Фонде Запроса «Последнее желание» со злыми намерениями. |                  |           |             |  |
| |                  |           |             |  |
| Вырубленный Куинн | 21 октября 2001  | 2105      | 8           |  |
| Куинна бьёт током, и он погружается в мечты… |                  |           |             |  |
| |                  |           |             |  |
| Весь этот джаз | 28 октября 2001  | 2106      | 9           |  |
| Экипаж Морлаба уехал в Китай на концерт MC Chris’а. В то время как Мерфи заказывает себе колу через ящик «Бибоп-Кола», но ящик падает на него. |                  |           |             |  |
| |                  |           |             |  |
| Мерфи и Фэн-шуй | 9 декабря 2001   | 2107      | 10          |  |
| Мерфи думает о восточном дизайне в Морской лаборатории и приглашает Мастера Лу, специалиста по Фэн-шую, не подозревая, что Лу — вор и шарлотан. Этим проходимцем заинтересовался доктор Куинн и узнаёт, кто он на самом деле. |                  |           |             |  |
| |                  |           |             |  |
| В туалете | 7 апреля 2002    | 2201      | 11          |  |
| Марко и Мерфи заперты в туалете, в котором сломана дверь. Мерфи пришёл в туалет, чтоб достать корм голодным бульдогам, Марко — за Мерфи. К ним приходит Спаркс, у которого клаустрофобия. Позже приходит немец-сантехник, которого Мерфи по ошибке «вырубает»; за ним — влюблённые Дебби и Куинн. Все шестеро оказываются запертыми. |                  |           |             |  |
| |                  |           |             |  |
| Стимутаки | 28 апреля 2002   | 2202      | 12          |  |
| Спаркс изготовляет пищевую добавку, назвав её «Стимутаки» — энергетические таблетки, созданные из ядовитых рыб. Таблетки оказались наркотиком: у членов экипажа появилось автоматическое привыкание к ситмутакам; сначала Спаркс хотел продавать таблетки, но потом он решил спастись бегством от «обдолбанных» друзей.              |                  |           |             |  |
| |                  |           |             |  |
| Плавание в забвении | 5 мая 2002       | 2203      | 13          |  |
| «Документальная» серия о проведении съёмок 1 серии сериала. Здесь мультгерои представляются как актёры, играющие этих героев. Сюжет и название серии ссылаются на фильм Жизнь в забвении |                  |           |             |  |
| |                  |           |             |  |